# Porella smitti
Porella smitti är en mossdjursart som beskrevs av Arnold Girard Kluge 1907. Porella smitti ingår i släktet Porella och familjen Bryocryptellidae. Inga underarter finns listade i Catalogue of Life.